# 奈梅亨四天走路節
奈梅亨四天走路節（Nijmeegse Vierdaagse）是位於荷蘭東部，臨德國邊境的奈梅亨市（Nijmegen），在每年七月第三個禮拜舉辦的國際慶典。是世界上最大型的行軍慶典，除了例行的軍隊外，百姓也可以自由報名參與挑戰。

## 历史
该国际赛事成立于1909年，比赛选手从荷兰的15个不同地方出发，完成四天140公里的行走，正式举办第一百届活动。活动由1908年成立的Nederlandse Bond voor Lichamelijke Opvoeding (NBvLO)举办，现今为止已经成为一项国际赛事，每年有超过42000名选手参赛，包括5000名军人。2016年该国际赛事迎来第一百届比赛。

## 赛事安排
路程分東西南北行於四天，總行程分卅公里、四十與五十公里，依參與者所好進行報名。每天皆由奈梅亨出發，按規劃路線返回原點。參與者遍及青年到老年，由於曾經發生參與行軍者不幸中暑死亡事件，主辦單位特別重視安全與救護團隊，當天氣酷暑時還會做出必要的活動調整。
禮拜一晚上有開幕煙火表演揭開序幕，禮拜四晚則在南邊的克伊克鎮舉行簡單隆重的閉幕煙火秀。瓦爾河畔有露天遊樂場，供年輕朋友玩耍，市區除了既有大學城的餐廳與酒吧等，攤販與臨時表演舞台林立，在禮拜一到四的傍晚起，湧入成千上萬的遊客飲酒音樂舞蹈狂歡。
行軍典禮在禮拜五早上陸續完成，由克伊克鎮起以軍用浮橋穿越馬斯河，民眾音樂放送吆喝獻花，穿著代表荷蘭皇家的橘色衣服美女等於路邊與陽台上獻舞夾道歡賀，參賽者與維安的警察還不時做出逗趣的動作，氣氛熱絡鼓舞。軍隊最早出發與抵達，一般參與者帶著自信與喜悅魚貫其後，最後經由攤販林立的聖安娜街（Sint Annastraat）抵達位於伯恩哈爾德王子街（Prins Bernhardstraat）旁的停車場終點。完成的參與者，可榮獲荷蘭皇家四天走路十字獎章（Vierdaagsekruis）。

## 行程
- 第一天 埃爾斯特（Elst）
- 第二天 韋亨（Wijchen）
- 第三天 呼魯斯貝克（Groesbeek）
- 第四天 考克（Cuijk）

## 画廊

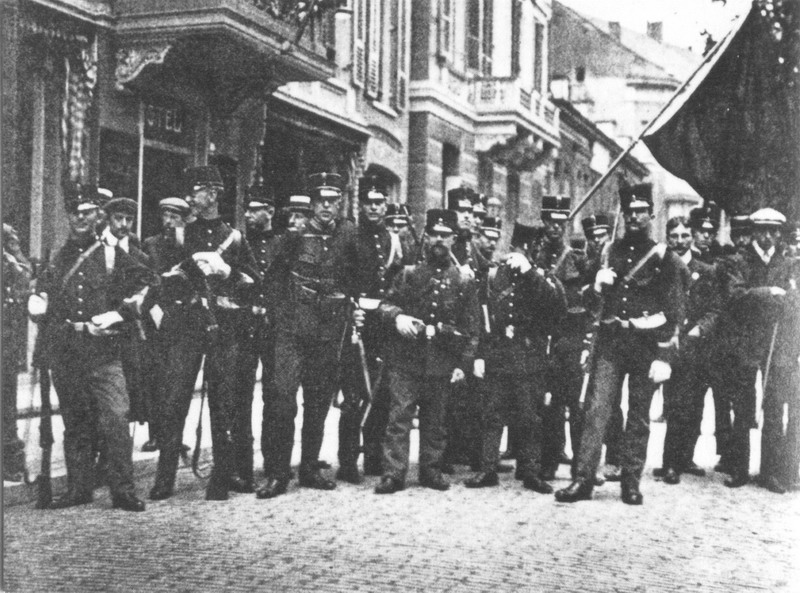
1910年第二届活动，阿纳姆
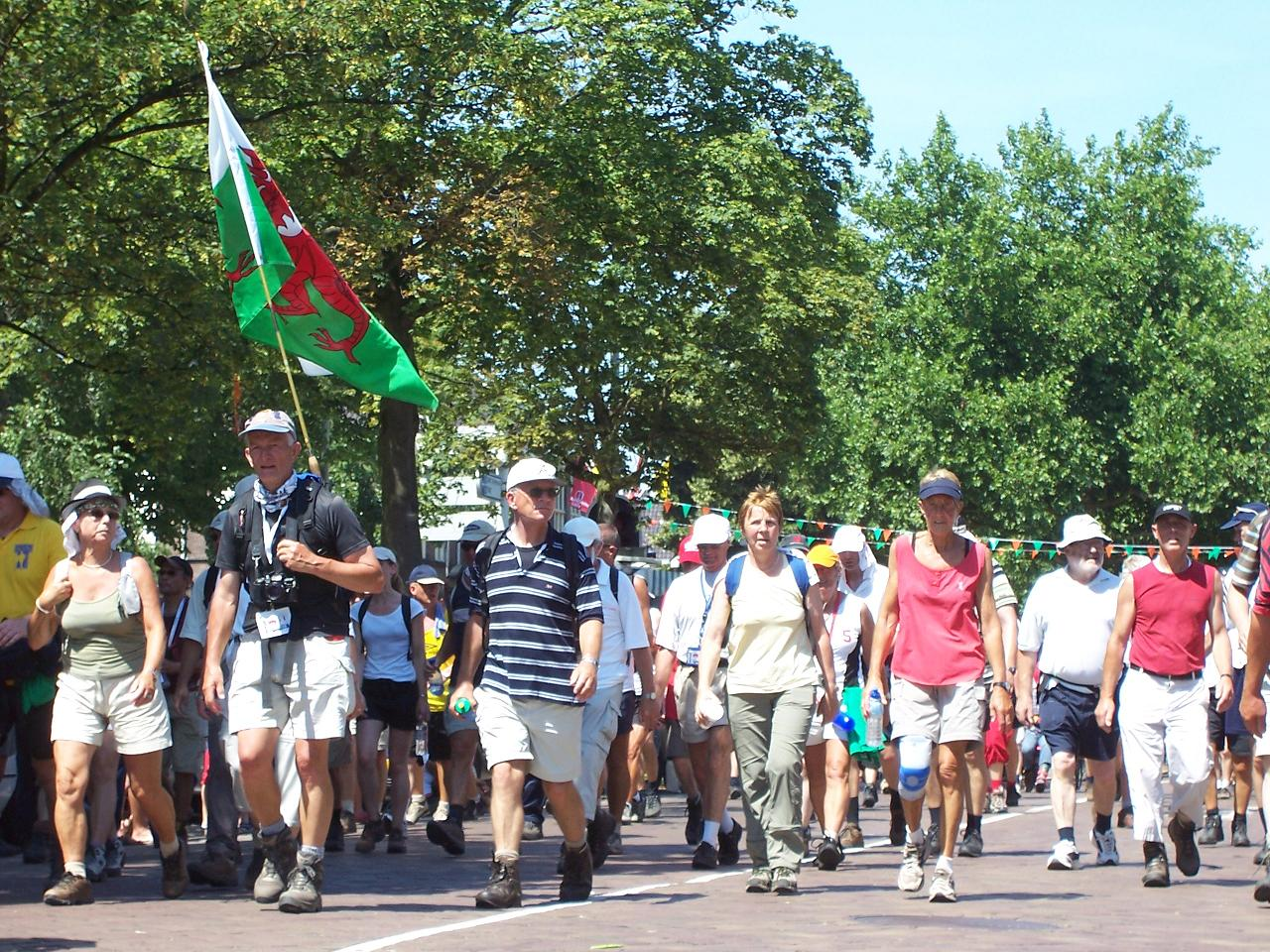
奈梅亨四天走路節
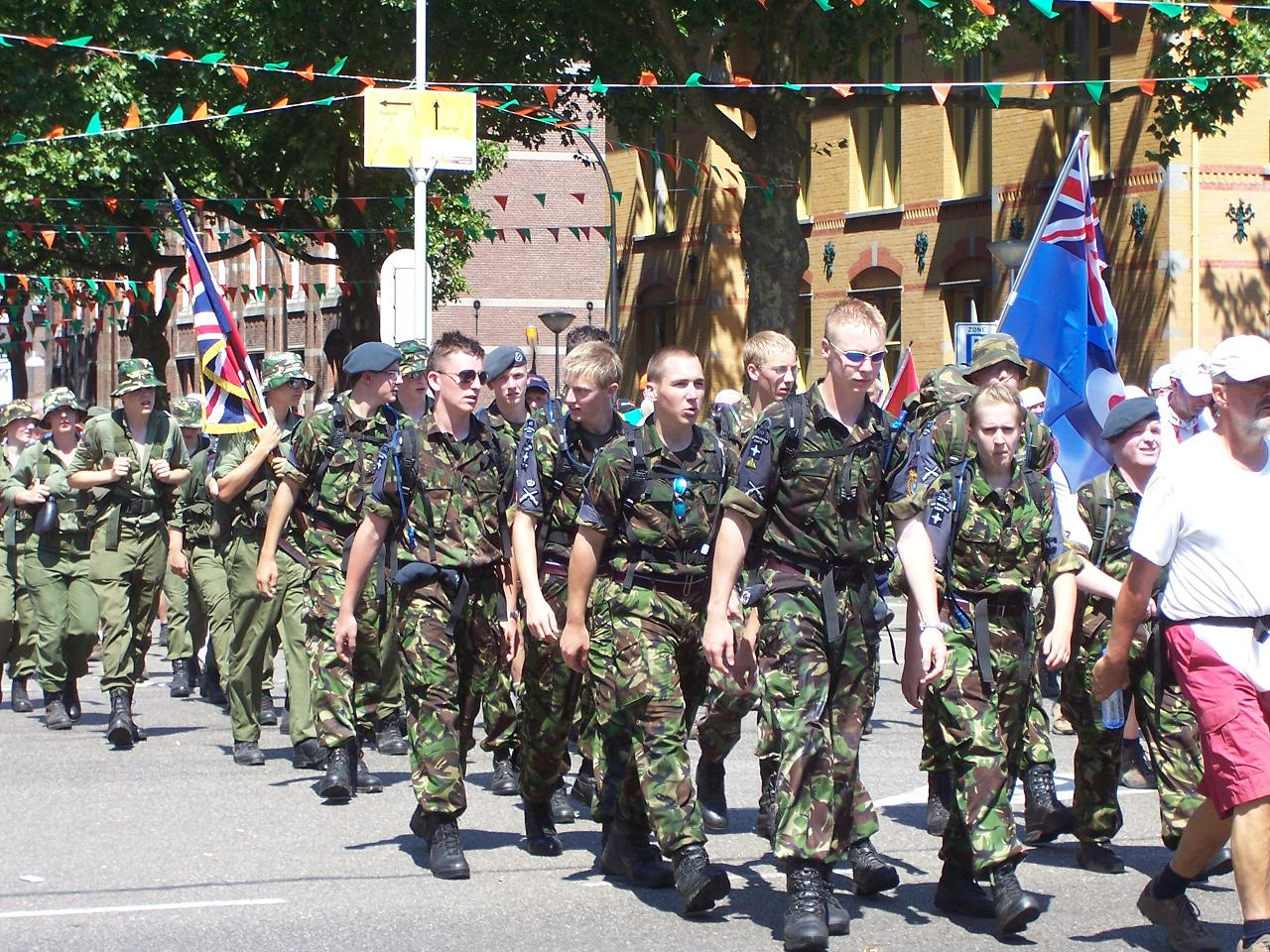
2006年节日
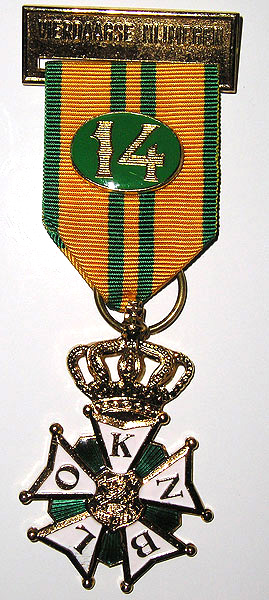
金色十字與冠冕

## 外部連結
- Noviomagus.NL History of the Vierdaagse (荷蘭語)（页面存档备份，存于）
- www.vierdaagse.nl
- the site for the vierdaagse festivities
- Awards and medals of the Nijmegen Marches（页面存档备份，存于）